# ولیکی کرینج
ولیکی کرینج (به لاتین: Veliki Korinj) یک زیستگاه انسانی در اسلوونی است که در Ivančna Gorica Municipality واقع شده‌است.

## خصوصیات
ولیکی کرینج ۷٫۱ کیلومترمربع مساحت و ۴۰ نفر جمعیت دارد و ۶۰۰٫۳ متر بالاتر از سطح دریا واقع شده‌است.